# Eugenia Cheng
Eugenia Cheng is een Engelse wiskundige en concertpianist. Haar wiskundige specialisme is de hogere categorietheorie. Als pianist is ze gespecialiseerd in de liedkunst. Ze legt graag wiskunde uit aan niet-wiskundigen, om 'wiskundefobie' tegen te gaan. Hierbij gebruikt Cheng vaak vermakelijke analogieën over eten en bakken. Cheng is een 'scientist in residence' aan de School of the Art Institute of Chicago.

## Jeugd en onderwijs
Chengs familie komt oorspronkelijk uit Hong Kong. Cheng werd geboren in Hampshire, Engeland. De familie verhuisde naar Sussex toen ze een jaar oud was. Ze was op jonge leeftijd al geïnteresseerd in wiskunde, grotendeels dankzij haar moeder die wiskunde een deel van het leven maakte.
Cheng ging naar de Roedean School in Brighton. Ze studeerde wiskunde aan de Universiteit van Cambridge, waar ze een student was aan het Gonville and Caius College. Ze behaalde de 'Mathematical Tripos', een examenvorm typisch voor Cambridge. Haar postdoctorale onderzoek werd begeleid door Martin Hyland.

## Loopbaan en onderzoek
Vanaf 2020 is Cheng een 'scientist in residence' (wetenschapper in residentie, vergelijkbaar met een artist in residence) aan de School of the Art Institute of Chicago, waar ze wiskunde doceert aan kunststudenten. Cheng bekleedde voorheen academische posities aan de Université Nice-Sophia-Antipolis (in Nice), de Universiteit van Sheffield en de Universiteit van Chicago.
Ze heeft onderzoeksartikelen gepubliceerd in verschillende wetenschappelijke tijdschriften op het gebied van categorietheorie. Haar voormalige promovendi zijn onder andere Nick Gurski en Thomas Cottrell.

### Wiskunde en bakken
Chengs is gespecialiseerd in de categorietheorie, waarover ze voor een algemeen publiek heeft geschreven door gebruik te maken van analogieën met bakken. Haar doel is om de wereld van 'wiskundefobie' te bevrijden. In How to Bake Pi, gepubliceerd op 5 mei 2015, begint elk hoofdstuk met een recept voor een dessert, om de overeenkomsten in de methoden en principes van wiskunde en koken te illustreren. Het boek werd goed ontvangen en is sindsdien in het Frans vertaald.
Cheng heeft ook een aantal artikelen geschreven met vergelijkbare thema's, zoals Over de perfecte hoeveelheid room voor een scone en Over de perfecte maat voor een pizza. Cheng heeft soortgelijke onderwerpen via YouTube op een luchtige manier gepresenteerd. Ook onderzocht zij wiskunde op andere manieren, zoals in haar toespraak Mathematics and Lego: the untold story (Wiskunde en Lego: het onvertelde verhaal).
Cheng heeft ook een aantal artikelen geschreven met vergelijkbare thema's, zoals Over de perfecte hoeveelheid room voor een scone en Over de perfecte maat voor een pizza. Cheng heeft soortgelijke onderwerpen via YouTube op een luchtige manier gepresenteerd. Ook onderzocht zij wiskunde op andere manieren, zoals in haar toespraak Mathematics and Lego: the untold story (Wiskunde en Lego: het onvertelde verhaal).

### Overig schrijven
Chengs tweede boek, Beyond Infinity, legt met behulp van analogieën en anekdotes de verzamelingenleer uit voor leken, bijvoorbeeld het diagonaalbewijs van Cantor en de paradoxen van Zeno. Het boek stond op de shortlist voor de Insight Investment Science Book Prize 2017, onderdeel van de Royal Society Prizes for Science Books.
Ze publiceerde haar derde boek, The Art of Logic in an Illogical World, in 2018. Het onderzoekt argumenten over onderwerpen uit de echte wereld, zoals het homohuwelijk, wit privilege en politiegeweld in de Verenigde Staten, met behulp van methoden uit de logica, inclusief uitleg over de Russellparadox en de axioma's van de Euclidische meetkunde.
In 2022 publiceerde Cheng het boek The joy of abstraction.
Cheng schrijft een column genaamd Everyday Math voor The Wall Street Journal over onderwerpen als waarschijnlijkheidstheorie, verzamelingenleer en oplossingen voor Rubiks kubus.
Haar boek Is Maths Real? (2023) gaat over wiskundeonderwijs en vrijdenken.

### Muziek
Cheng is als pianist gespecialiseerd in de liedkunst. Ze ontving de Sheila Mossman Memorial Award van de Associated Board van de Royal Schools of Music en was de eerste ontvanger van de Brighton and Hove Arts Council Award voor Musician of the Year. In Chicago gaf ze een recital in de Pianoforte Chicago-recital-reeks; ze speelde Schwanengesang en Winterreise met Paul Giger op Schubertiade Chicago in respectievelijk 2005 en 2006, en Die schöne Müllerin met Ryan de Ryke op Schubertiade Chicago 2007. Ze voerde liederen uit met tenor Nicholas Harkness in de Noontime Recital-reeks aan de University of Chicago, de Salon Series in de Tower Club en de Maxwell Recital Series, en ze gaf recitals voor het Auxiliary Board Chapter van de Lyric Opera; ze speelde ook Giuseppe Verdi's opera La traviata in de Oak Park Village Players.
In 2013 richtte Cheng de 'Liederstube' op als een oase voor liedkunst in het Fine Arts Building in het centrum van Chicago. De missie van de Liederstube is het presenteren en genieten van klassieke muziek in een intieme en informele setting. De Liederstube is een non-profit-organisatie.

### Media-optredens
Cheng verscheen in 2015 in het programma The Late Show with Stephen Colbert, waar ze samen met Stephen Colbert mille-feuilles maakte om exponentiële functies te demonstreren. Ze werd geïnterviewd voor de ochtendtijdschriftshow The Morning Shift op Chicago's publieke omroep-radiozender WBEZ in 2017. Ze werd geïnterviewd door Jim Al-Khalili voor The Life Scientific op BBC Radio 4, voor het eerst uitgezonden in januari 2018. In het voorjaar van 2018 verscheen ze op de WGBH-podcast Innovation Hub.

## Boeken
- 2015: How to Bake Pi: An Edible Exploration of the Mathematics of Mathematics - eerst gepubliceerd met als titel Cakes, Custard & Category Theory[32]
- 2018: Beyond Infinity: An Expedition to the Outer-Limits of the Mathematical Universe (UK editie); Beyond Infinity: An Expedition to the Outer Limits of Mathematics (Amerikaanse editie)
- 2019: The Art of Logic: How to Make Sense in een wereld die dat niet doet (Britse editie); De kunst van logica in een onlogische wereld (Amerikaanse editie)
- 2020: x+y: A Mathematician's Manifesto for Rethinking Gender[33][34][35] ('x+y: het manifest van een wiskundige om gender te heroverwegen')
- 2021: Molly and the Mathematical Mysteries, ISBN 9781536217100
- 2022: The joy of abstraction; An Exploration of Math, Category Theory, and Life
- 2023: Is Maths Real?

## Erkenning
Ze is opgenomen in een kaartspel met opmerkelijke vrouwelijke wiskundigen, gepubliceerd door de Association of Women in Mathematics.